# Florestan Goedings
Florestan Goedings (* 22. September 1981 in Berlin) ist ein deutscher Rechtsanwalt und scripted-reality-Darsteller. Goedings wurde durch seinen Auftritt als Jurist in der Fernsehsendung Anwälte im Einsatz bekannt.

## Leben
Nach seinem Abitur studierte er Rechtswissenschaften an der Universität Konstanz. Er ist promoviert in Rechtswissenschaften und seit 2010 zugelassener Rechtsanwalt. Durch die Gründung seiner Anwaltskanzlei in Berlin machte er sich selbstständig. Florestan Goedings ist Fachanwalt für gewerblichen Rechtsschutz und für Informationstechnologierecht.